# Jean Dollfus
Pour les articles homonymes, voir Dollfus.
Jean Mathieu Dollfus, né le 25 septembre 1800 à Mulhouse, mort le 21 mai 1887 à Mulhouse,, est un industriel, économiste et homme politique français.
Il a été maire de Mulhouse de 1863 à 1869.
Il est fait chevalier de la Légion d'honneur en 1829, promu officier par décret du 18 août 1860, puis élevé à la dignité de commandeur le 30 juin 1867.

## Biographie

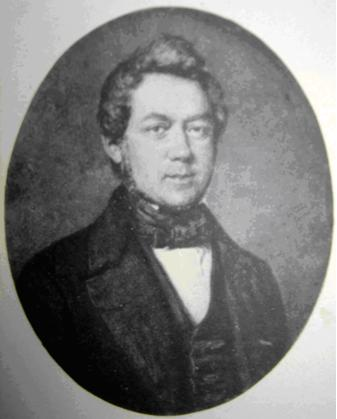
Portrait Jean Dollfus, miniature de Josué Dollfus,vers 1830.

Il est le fils de Marie Mieg et de Daniel Dollfus, qui présida à la création de la firme textile Dollfus-Mieg et Compagnie (DMC), elle-même héritage d'une entreprise créée en association avec les Koechlin par Jean Dollfus (1729-1800), dernier bourgmestre de la république de Mulhouse de 1781 à 1798. L'arbre généalogique de la famille remonte jusqu'au XVIe siècle.
Jean Dollfus épouse en 1822 Anne-Catherine Bourcart, elle-même fille de Jean-Rodolphe Bourcart et d'Elisabeth Koechlin, ces derniers étant l'une des grandes familles de Mulhouse, originaire de Suisse. Il eut huit frères et sœurs, dont trois se marièrent dans la famille Koechlin : sa sœur Ursule se maria avec André Koechlin, un orléaniste nommé deux fois maire de Mulhouse; son frère, Mathieu, se maria avec Salomé Koechlin, elle-même arrière-petite-fille d'une autre branche des Dollfus-Mieg ; enfin, une autre de ses sœurs se maria avec un Jean Koechlin.
Associé de Dollfus-Mieg et Compagnie (DMC), il dirige l'activité « indienne » jusqu'en 1876, pendant que son gendre Frédéric Engel-Dollfus développe l'activité « fils » depuis 1843. Il lance aussi des expérimentations de culture de coton en Algérie pendant la guerre de Sécession. Partisan du libre-échange avec Michel Chevalier et d'autres, il est également libéral sur le plan politique. Selon Saint Simon, il aurait été franc-maçon. Un de ses proches, Jean Macé, fondateur de la Ligue de l'enseignement, était lui-même franc-maçon. Il créa avec ce dernier la Société des Bibliothèques du Haut-Rhin (Dollfus étant le président et Macé le secrétaire).
Directeur de l'entreprise textile Dollfus-Mieg et Compagnie (DMC) dès 1826, il est le créateur d'une des premières cités ouvrières en France (1854) fort admirée, qui comptait près de 1 000 maisons à la fin des années 1870. Achevée en 1895, la cité comprend 1 240 maisons ouvrières et rassemble 10 000 habitants. Il fonde la Société mulhousienne des cités ouvrières en 1853, l'Asile des voyageurs indigents, l'Asile des vieillards, la Caisse de retraite, l'Asile des vieillards de Gaisbühl et la Bibliothèque populaire.
Frère aîné d'Émile Dollfus, maire de Mulhouse de 1843 à 1848 et président de la Société industrielle de Mulhouse, il fut lui-même nommé maire à la mort de Joseph Koechlin-Schlumberger, en 1863, et conserva ce poste jusqu'en 1869.
Battu lors de l'élection législative de 1869, il fut cependant envoyé par ses concitoyens au Reichstag en tant que député protestataire (1877-1887). Doyen d'âge du parlement allemand en 1881 et des élus protestaires, Dollfus fut remplacé à ce titre par Von Moltke, plus jeune que lui d'un mois, car il refusait de prendre part à la session.

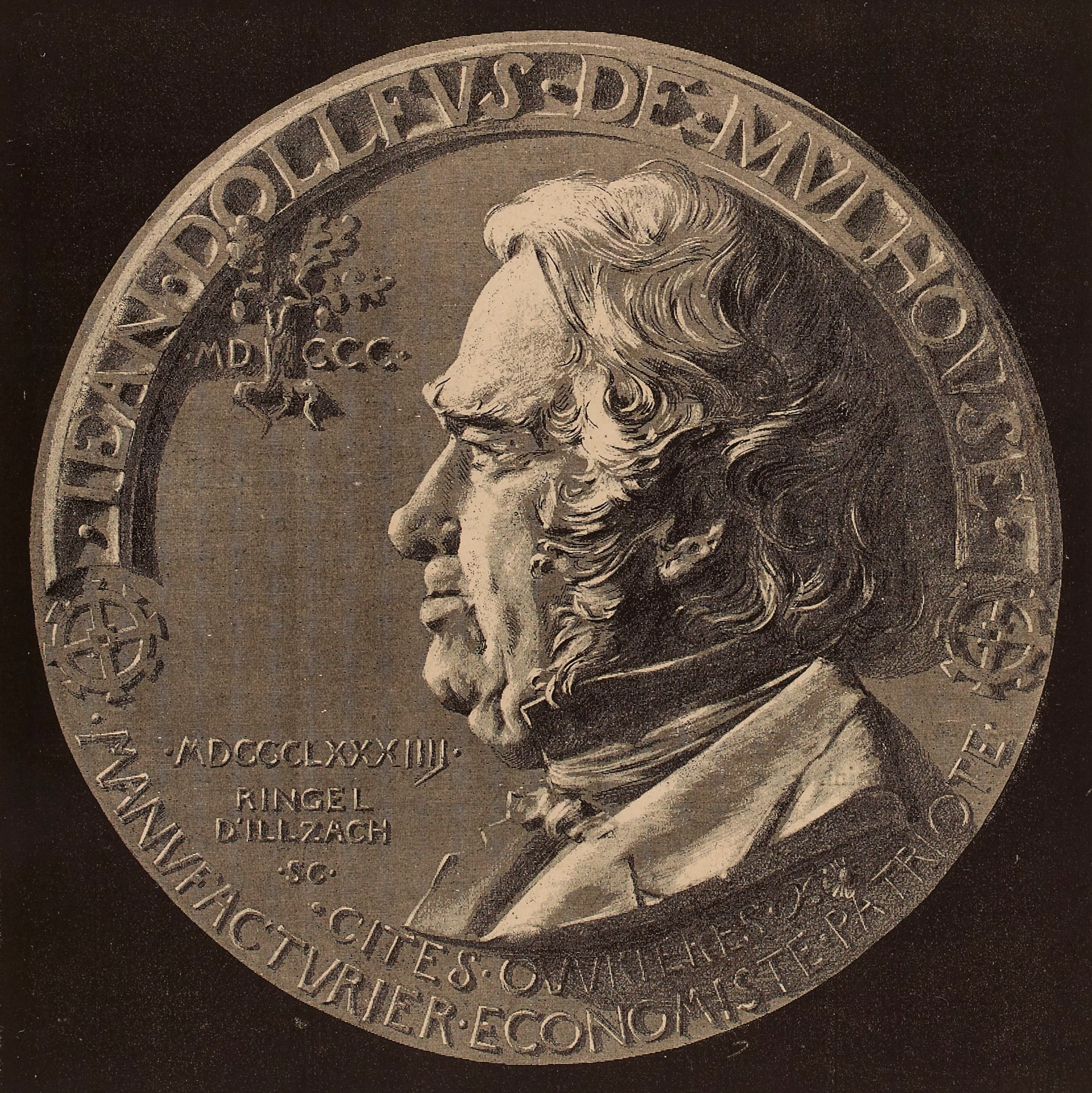
Médaille en bronze à l'effigie de Jean Dollfuss, dessinée et réalisée par Jean-Désiré Ringel d'Illzach en 1884.

L'opposition de Dollfus à l'annexion prussienne de l'Alsace s'était vivement manifestée dès la guerre franco-allemande : menant une délégation envoyée auprès de l'occupant, le 11 octobre 1870, à Dornach (quartier de Mulhouse), il fut scandalisé par le ton menaçant d'un officier prussien, qui évoquait des représailles contre les Mulhousiens. Jean Dollfus jeta alors devant l'officier sa croix de l'ordre royal de Prusse, déclarant qu'il ne voulait plus de décoration venant d'un tel peuple.

## Famille
- Jean Dollfus (1694-1732)[8], économe de la maison du chapitre de Bâle, marié en premières noces en 1716 avec Judith Reber (1696-1719), en secondes noces en 1720 avec Anna Catharina Bernouilli (1698-1780), fille de Jean Bernoulli (1667-1748)
  - Jean-Henri Dollfus père (1724-1802)[9] dit de la cour de Lorraine, industriel, marié en premières noces en 1745 avec Anne Marguerite Vetter (1725-1763), d'où 11 enfants, en secondes noces en 1769 avec Judith Koechlin, veuve du manufacturier Jacques Risler, sans enfant,
    - Jean-Jacques Dollfus (1747-1820), marié avec Anna Margharita Risler (1746-1785)
      - Nicolas Dollfus (1770- )
      - Jean-Henri Dollfus (1771-1818), chevalier de la Légion d'honneur, chevalier de l'Empire
      - Jean-Jacques Dollfus (1773-1858)
      - Anne Catherine Dollfus (1774-1777)

    - Pierre Dollfus (1748-1826) marié en 1768 avec Anne Risler (1751-1827)
    - Jean-Henri Dollfus fils (1755-1825), marié en 1782 avec Élisabeth Schwartz (1766-1798), maire de Dollfus en 1814-1815 et 1821-1825
    - Jean-Georges Dollfus (1756-1825), marié en 1776 avec Marguerite Risler (1760- )
      - Josué Dollfus (1796-1887), peintre et photographe, marié en 1830 en premières noces avec Françoise Adèle Zindel (1799-1832), en secondes noces en 1835 avec Élise Heilmann (1808 † 1890)

    - Anne-Catherine Dollfus (1760-1812) mariée en 1779 avec Jean-Jacques Koechlin (1754-1814), docteur en médecine
      - Jean Koechlin (1780-1862)
      - Élisabeth Koechlin (1782-1814)
      - Marie Koechlin (1788-1871)
      - André Koechlin (1789-1875), industriel et homme politique, marié avec Ursule Dollfus (1794-1872)
      - Joseph Koechlin (1790- )
      - Gaspard Koechlin (1791- )
      - Fritz Auguste Koechlin (1799- )
      - Jacques Koechlin

    - Daniel Dollfus (1761-1834)

  - Jean Dollfus (1729-1800)[10] dit de la cour des Trois-Rois, pharmacien puis industriel marié avec Marie Madeleine Mieg (1733-1772), fille de Mathieu Mieg (1683-1747) et de Cléophée Abt (1690-1766), Cofondateur en 1746 de la première manufacture d'indiennes de Mulhouse,
    - Cléopha Climène Dollfus (1753-1828)[11], mariée en 1769 avec Jean Koechlin (1746-1836), échevin de Mulhouse
      - Anne Catherine Koechlin (1772-1835), mariée en 1791 avec Jean Henry Bourcart (1753- )
      - Jean Koechlin (1773-1861), artiste peintre, créateur de dessins, puis fabricant d'indiennes, marié en 1798 avec Laure Léocadie de Lavit (1784-1827)
        - Amélie Climène Koechlin (1801-1896), mariée en 1823 à César de Waldner de Freundstein (1792-1865)
          - Godefroy de Waldner de Freundstein (1824-1917), général
          - Nahida Julie de Waldner de Freundstein (1834- ), mariée en 1862 à Gustave Burnat (1831-1901) (voir plus bas à Émilie Dollfus (1809-1888))

      - Samuel Koechlin (1774-1850), marié avec Louise Elisabeth Berger,
      - Jean Jacques Koechlin (1776-1834), député du Bas-Rhin, marié 1802 avec Anne Catherine Koechlin
      - Rodolphe Koechlin (1778-1855), marié avec Élisabeth Risler (1778-1829)
      - Marie Madeleine Koechlin (1779- ), marié en 1803 avec Jean François Grosjean
      - Nicolas Koechlin (1781-1852), marié en 1801 avec Ursule Dollfus (1783-1802)
      - Pierre Koechlin (1782-1841) marié avec Rosine Koechlin (1792- )
      - Mathieu Koechlin (1784-1834) marié en 1812 avec Rosine Thurneisen (1789-1859)
      - Daniel Koechlin (1785-187), marié en 1808 avec Émilie Schouch (1787-1852)
      - Ferdinand Koechlin (1786-1854), manufacturier, chevalier de la Légion d'honneur après sa participation à la campagne de France (1814), marié avec Amélie Hofer (1804-1895)
      - Charles Koechlin (1789-1831), marié avec Nanette Roerich
      - Climène Koechlin (1791-1873), mariée en 1813 avec Hervé Favre (1778-1844)
      - Édouard Koechlin (1793-1841), marié avec Henriette Félicité Reber

    - Dorothea Dollfus (1767-1838) avec Jean Vetter (vers 1760- )
    - Daniel Dollfus (1769-1818)[12] appelé Dolfus-Mieg, fondateur de Dollfus-Mieg & Cie (DMC), marié en 1793 avec Anne-Marie Mieg (1770-1852)
      - Ursule Dollfus (1794-1872)[13], mariée avant 1813 avec André Koechlin (1789-1875), industriel
      - Daniel Dollfus (1797-1879)[14] appelé Daniel Dollfus-Ausset, manufacturier, géologue, glaciériste, marié en 1820 avec Caroline Ausset (1800-1839)
      - Mathieu Dollfus (1799-1887)[15], Associé de D.M.C., marié en 1820 avec Salomé Koechlin (1803-1880)
      - Jean Dollfus (1800-1887)[16], marié en 1822 avec Anne Catherine Boucart (1802-1883)
        - Jean Dollfus (1823-1911)[17], fondateur des cités ouvrières de Mulhouse et collectionneur d'œuvres d'art, marié en 1848 avec  Ida Huyssen van Kattendijke (1831-1897) fille de Johan Willem Huyssen van Kattendijke (1782-1854)
          - Ernest Dollfus
          - Adrien Dollfus (1858-1921), zoologiste

        - Julie Dollfus (1825-1911)[18], mariée en 1843 avec Frédéric Engel-Dollfus (1818-1883), Gérant de D.M.C. , député du gouvernement de la Défense nationale
        - Camille Dollfus (1826-1917)[19] mariée en 1845 avec Georges Michel Jules Koechlin (1816-1882),
          - Jules Camille Daniel Koechlin dit Daniel-Koechlin (1845-1914)[20], peintre. Il épouse en premières noces en 1873 Alice Gros (1849-1874), et en secondes noces en 1882 Fanny Bertha Weiss (1856- )
          - Mathilde Koechlin (1854-1884)[21], mariée en 1876 à Jacques Raphaël Lépine (1840-1919), médecin à Lyon, frère du préfet Louis Lépine,
          - Camille Koechlin (1861- ) marié en 1890 à Blanche Viton de Saint-Allais (1871- )
          - Charles Koechlin (1867-1950)[22], compositeur, professeur à la Schola Cantorum, marié en 1903 avec Suzanne Eugénie Pierrard (1881-1965)
            - Jean-Michel Koechlin (1904-1990)
            - Hélène Koechlin (1906-1998)
            - Madeleine Koechlin (1911-1997) épouse en 1936 le linguiste coréen Li Long Tsi (1896-1986)
            - Yves Koechlin (1923-2011), ingénieur. Il épouse Noémie Langevin (1927), biologiste

        - Charles Dollfus (1827-1913)[23], philosophe, romancier et essayiste, marié avec 1852 avec Berthe Dollfus (1833-1897)
          - René Dollfus (1861- ) artiste peintre, marié en 1890 avec Sarah Green (1863- )

        - Caroline Dollfus (1828-1888)[24], marié avec 1846 avec Jules Ferdinand Koechlin (1822-1890)
          - Charles Édouard Koechlin (1847-1895)[25], négociant, marié en 1873 avec Suzette Marie Barlow (1850- )
          - Marie Alice Koechlin (1850-1878)[26] mariée en 1872 avec Mathieu Brylinski (1846-1905)
          - Clémentine Laure Koechlin (1851-1886)[26] mariée en 1874 avec Sydney William Barlow (1840-1893)
            - Ferdinand Frédéric Barlow (1881-1951)[27], compositeur

          - Henri Robert Koechlin (1856- )[28] marié à Laure Amélie Houday (1852- )
          - Gabrielle Anna Koechlin (1858-1890)[28], mariée Gabriel Bouffet (1850-1910), préfet, conseiller d'État,

        - Emma Dollfus (1834-1904)[29] mariée en premières noces en 1856 avec Jean Baptiste Eugène de Liebenberg (1818-1877), en secondes noces en 1881 avec Jules Munich (1819-1884)
          - Hélène de Liebenberg de Zsittin (1862-1911)[30], mariée en 1881 avec André Déroulède (1852-1907)

        - Fanny Dollfus (1834- )[31] mariée en premières noces en 1854 avec Charles Gustave Nagely (1828-1855) et en secondes noces en 1861 avec Joseph Gibert (1829-1899)

      - Charles Émile Dollfus (1805-1858)[32], industriel et maire de Mulhouse (1843-1848), marié en 1825 avec Émilie Kohler
        - Émile Dollfus (1826- )[33] mariée en 1844 avec Eugène Koechlin (1815-1883)
        - Édouard Auguste Koechlin (1832- )[34], manufacturier à Mumlhouse, marié en 1861 avec Anne Marie Ida Kaltenbach (1836-1896)
          - Max Dollfus (1864- )[35], auteur du livre Histoire et généalogie de la famille Dollfus, marié en 1892 avec Henriette Engel (1871- )

      - Marie Madeleine Elisabeth Dollfus (1806-1891)[36], mariée en 1824, en premières noces avec Jean Meyer (1801-1826), en secondes noces en 1828 avec  Jean Koechlin (1801-1870)
        - Alfred Koechlin-Schwartz (1829-1895)[37], marié en 1856 avec Emma Schwartz (1838- )
          - Raymond Koechlin (1860-1931)[38], journaliste et collectionneur d'art, marié en 1888 avec Hélène Bouwens van der Boijen (1864-1893)

      - Émilie Dollfus (1809-1888)[39], marié en 1827 à Pierre Emmanuel Auguste Burnat (1804-1894)
        - Émile Burnat (1828- )[40], ingénieur de l'École centrale de Paris, marié en 1852 avec Émilie Dollfus (1832-1888)
        - Gustave Burnat (1831-1901)[41], négociant de coton à Alexandrie (Égypte), puis à Paris, marié en 1862 à Nahida de Waldner de Freundstein (1833- )
        - Ernest Burnat (1833-1922)[42], architecte suisse, marié en 1862 avec Louis Hélène du Fresne (1840- )
          - Emma Burnat (1864-1895)[43], mariée en 1890 à Albert de Graffenried (1864- )
          - Eugène Burnat (1869- ), pasteur à l'église huguenote de Canterbury (Angleterre)
          - Adolphe Burnat (1872-1946)[44], architecte suisse, marié en 1896 avec Marguerite Fulvie Provins (1872- )

        - Mathile Burnat (1837- ) mariée en François Gabriel Chavannes (1829-1900), ingénieur suisse, fils de Frédéric Chavannes (1803-1893), pasteur

      - Adèle Dollfus (1812-1896)[45] mariée en 1830 avec Jacques Eugène Boucart (1807-1886)

    - Élisabeth Dollfus (1772-1794), mariée en 1790 avec Daniel Schlumberger (1764-1827)

## Publications
- Les cités ouvrières, Paris, 1857,
- De la levée des prohibitions douanières, Paris, 2e édition, 1860

## Hommages
Des rues de Paris, de Belfort, de Cannes et de Strasbourg portent son nom.